# البن میشل (انتشارات)
البن میشل ( فرانسوی: Albin Michel) یکی از شرکت‌های انتشاراتی غیر وابسته فرانسوی است که در سال ۱۹۰۲ میلادی توسط البن میشل تأسیس و توسط نوه‌اش فرانسیس اسمنارد اداره می‌شد. البن میشل یکی از ده انتشارات بزرگ فرانسه محسوب می‌شود. ا
البن میشل از سال ۱۹۹۲ حدود ۴۵۰ کتاب جدید در سال منتشر می‌کند و آثار نویسندگانی که کتاب‌هایشان توسط این انتشارات چاپ می‌شود، غالباً در رده پرفروش‌ترین کتاب‌ها محسوب می‌شود.